# Баскамыр

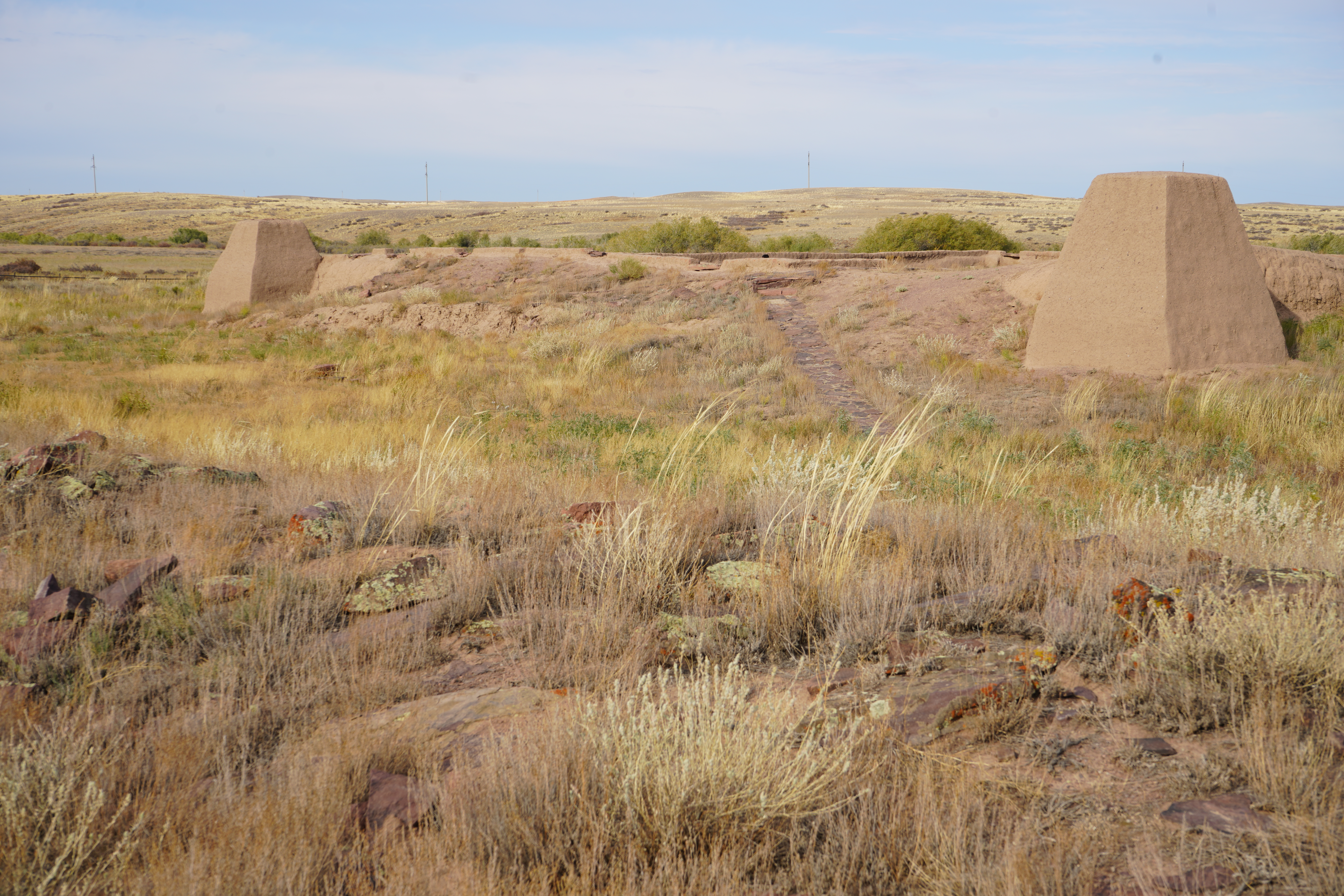
Городище Баскамыр

Баскамыр — средневековое городище в Улытауской области Республики Казахстан, памятник археологии, включенный в Государственный список памятников истории и культуры Казахстана и являющиеся потенциальным объектом реставрации, представляющий историческую, научную, архитектурную ценность и имеющий особое значение для истории и культуры всей страны. Руины городища расположены в Улытауском районе, в 0,5 км к юго-востоку от села Талдысай, в 18 км к северу от села Жезды, на левом берегу реки Жезды, в устье реки Талдысай. Впервые был исследован казахстанским археологом А.Маргуланом, позднее были проведены более масштабные исследовательские работы археологами С. Ж. Жолдасбаевым и Ж. Е. Смаиловым.

## Описание

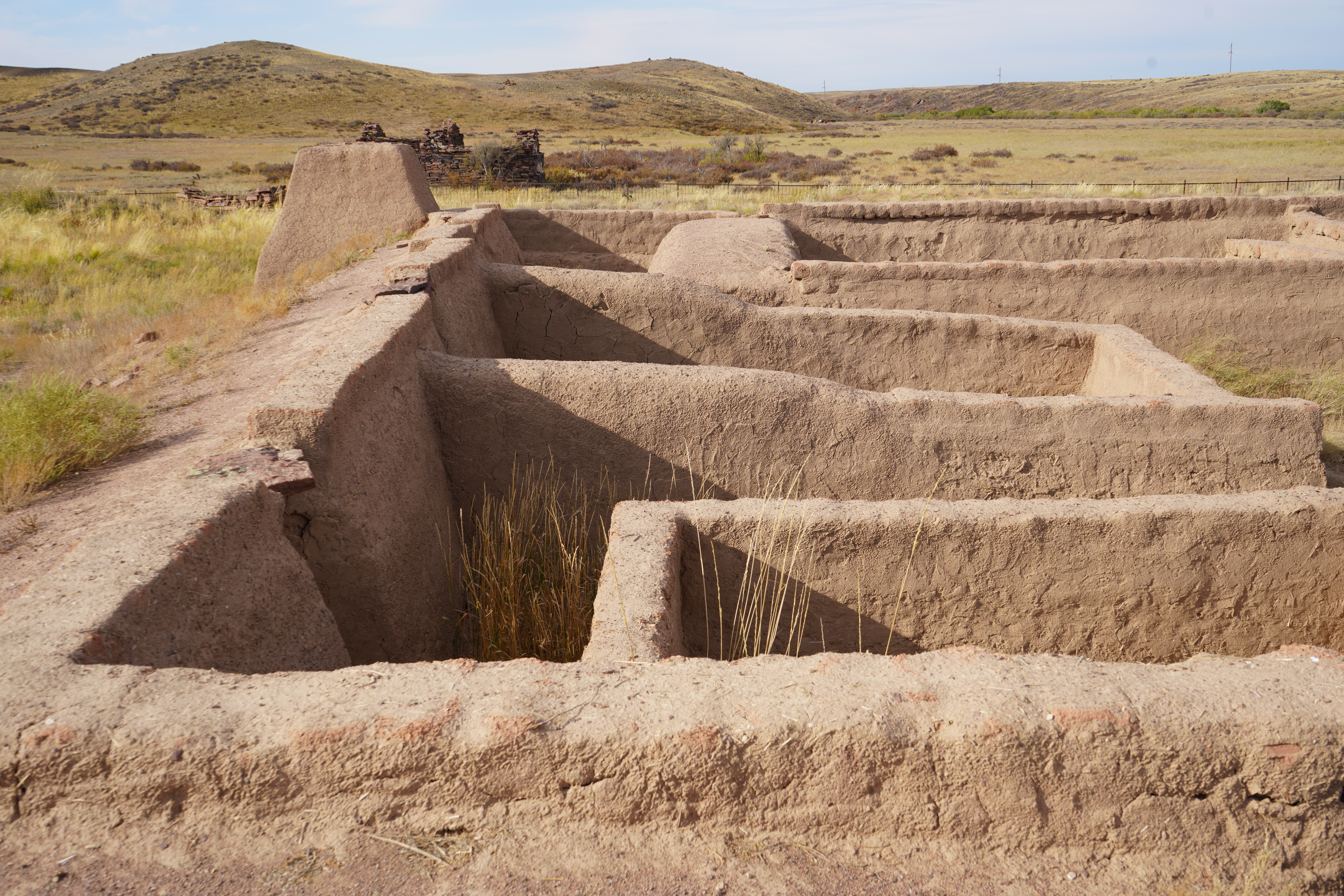
Баскамыр

Городище Баскамыр — уникальный археологический памятник представляющий собой остатки средневековой крепости, обнесенной тремя мощными стенами с цитаделью и фланкирующими башнями. Крепость в плане имеет квадрат, ориентированный углами по сторонам света. Стены из сырцовых кирпичей на глиняном растворе. Длина вала — 108—110 м, ширина — 14 м. Остатки оборонительных башен в виде мощных холмов местами достигают высоты до 10 метров. Башни внешних стен диаметром около 12 м имели круглую композицию, они возвышались на всех четырёх углах и по одной посередине стен. Ворота с круглыми башнями по бокам находились посередине юго-восточной стены. Вторая крепостная стена без башен предстает в виде вала высотой около четырёх метров и размерами сторон 88×86 м.
Городище связано со строительной деятельностью кипчаков. Вокруг и на площадке городища расположен могильник Баскамыр, состоящий из двух мазаров и погребения позднего средневековья. Ко времени существования городища относятся караульная башня, остатки оросительной системы, отдельное сооружение и пещера-шахта.
Караульная башня Карауылтас высотой 3,5 м расположена в 2 км от города. Система оросительных каналов брала начало в реке Сарыбулак и снабжала весь город водой. Входящая в состав архитектурного памятника пещера-шахта расположена в 1,3 км от города имеет глубину 20 метров, стены шахты выложенными жженым кирпичом, а пол вымощен камнем.
Останки городища имеет форму окружности. В центре расположена трапециевидной формы цитадель (26,23 м). И цитадель и город окружен рвом и высокой грядой грунта из этого рва. Ширина внешней гряды 5-7 метров, высота 1,4 м, ширина рва вокруг цитадели 12 м, высота 2,3 м. Во внутреннем северном углу имеется хранилище (яма) для пресной воды, где хранилась питьевая вода. Вода в хранилище поступала по арычной системе.
В районе городища проведены археологические раскопки общей площадью 310 m². Рядом с цитаделью были найдены останки 7 пристроек, прилегающих к стенам цитадели. Полы пристроек оштукатурены грязью, а в самих постройках найдены останки глиняных печей диаметром 0,5-0,9 м, выкопанных на глубине 0,3 м, а также одна печь выложенная из жженого кирпича. В углу цитадели найдены останки башни высотой 2,3 м. Во время раскопок ученым удалось сделать ценные находки ими стали фрагменты глиняной посуды, а также множество изделий из дерева и металла (железо, медь, бронза). В частности, медные (длина 10 см) в форме весла ухочистки, железные ножи, наконечники стрел и висячие футляры для них. Кирпичи, найденные на территории Баскамыра по своей фактуре сходны с кирпичами городища Аяккамыр.
Городище Баскамыр отождествляется со средневековым городом огузского племени хандагов — Хиамом (VIII—XI вв.). Известным по сведениям ал-Идриси. В источнике говорящем об огузских городах Хиаме и Джаджане говорится: «Оба они маленькие города, высшей степени укрепленные».

## Сохранение памятника
Баскамыр постоянно привлекает к себе внимание ученых археологов, впервые городище исследовал археолог А. Маргулан, позже — С. Жолдасбаев, Ж. Смаилов. Археологические экспедиции работали здесь в 1948, 1950, 1952 годах. Многие современные археологи уверены, что Баскамыр ещё не раскрыл всех своих тайн и раскопки необходимо продолжать.
13 апреля 1994 года в урочище Талдысай Улытауского района Карагандинской области был образован музей «Баскамыр».